# SN 2007nf
SN 2007nf – supernowa typu Ia odkryta 8 października 2007 roku w galaktyce A010326+0019. W momencie odkrycia miała maksymalną jasność 22,80m.